# Emilio de Fabris
Emilio de Fabris (Florence, 28 oktober 1803 - aldaar, 3 juni 1883) was een Italiaanse architect. Hij is vooral bekend geworden vanwege zijn ontwerp voor de gevel van de kathedraal van Florence.
Fabris studeerde aan de Accademia di Belle Arti di Firenze, de kunstacademie van Florence. Hij reisde naar Rome, waar hij de archeoloog Antonio Nibby ontmoette, en naar Venetië, waar hij kennismaakte met de historicus en kunstcriticus Pietro Selvatico. Samen met Michelangelo Maiorfi ontwierp hij het Palazzo della Borsa in Florence (1857-1860). Fabris werd professor aan de Florentijnse kunstacademie. Als architect ontwierp hij de Opera di Santa Croce in Florence.

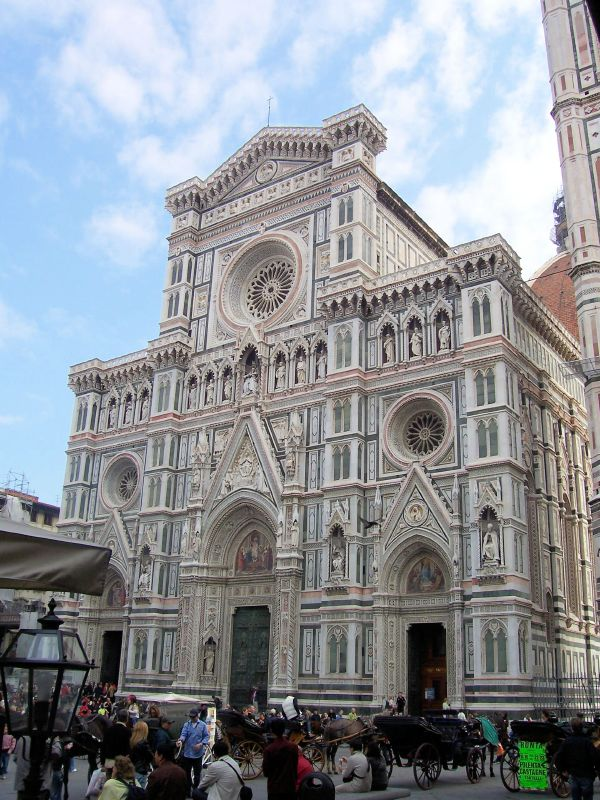
De gevel van de kathedraal

Zijn bekendste werk is de nieuwe voorgevel van de Santa Maria del Fiore, de kathedraal van Florence. De wens bestond om de voorgevel zijn definitieve vorm te geven, maar het ontwerp dat door Giotto was gemaakt, werd ongeschikt bevonden. Het moest nu een combinatie worden van zowel de gotiek als de renaissance. Er werden drie ontwerpwedstrijden gehouden. In 1871 werd het ontwerp van Fabris uitgeroepen tot winnaar. Tot aan zijn dood leidde hij de bouwwerkzaamheden.
- Gemeinsame Normdatei: 141042532
- International Standard Name Identifier: 0000 0001 1780 7239
- Union List of Artist Names: 500023684
- Virtual International Authority File: 120294461
- WorldCat: E39PBJy8kW8GdXqR9hG6kQ4cyd